# 印度-中东-欧洲经济走廊
印度-中东-欧洲经济走廊（英語：India-Middle East-Europe Economic Corridor，IMEC）是一条规划中的经济走廊，旨在通过促进亚洲、波斯湾和欧洲之间的互联互通和經濟一體化来促进经济发展。该走廊拟从印度经阿联酋、沙特阿拉伯、约旦、以色列和希腊通往欧洲。

## 背景和时间线
2023年9月10日，印度、美国、阿联酋、沙特阿拉伯、法国、德国、意大利和欧盟政府在2023年二十国集团新德里峰会（G20峰会）期间签署了諒解備忘錄。

## 细节
该项目旨在通过铁路和航运网络加强欧亚之间的交通和通讯联系，被视为美国对中国“一带一路”倡议的反击。此外，该项目也将与苏伊士运河竞争。谅解备忘录文件仅描绘了走廊的潜在地理位置。
由于2023年阿以冲突，该项目将被推迟。

## 反应
2023年9月，土耳其总统雷杰普·塔伊普·埃尔多安批评该项目绕开了土耳其，并发誓要开辟一条替代路线，即“伊拉克发展道路项目”（Iraq Development Road Project），该项目设想通过铁路和高速公路经由阿联酋、卡塔尔和伊拉克的港口（包括在建的大法奧港）连接波斯湾与欧洲。
2023年9月19日，中国驻欧盟使团团长傅聪表示“我们目前对‘印度-中东-欧洲经济走廊’知之甚少，需要了解更多信息，所以我不想把它同硕果累累的‘一带一路’相提并论。据一些媒体报道，有些美国学者和官员称这些倡议是为了抗衡中国。我想说的是，如果这些倡议纯粹以推动发展为目的，中方就不会从制衡角度看待它们。无论何种倡议，如果其真正目的是促进地区发展，中方不会有任何异议”。